# Додон, Игорь Николаевич
И́горь Никола́евич Додо́н (рум. Igor Dodon; род. 18 февраля 1975, с. Садова, Каларашский район, Молдавская ССР, СССР) — молдавский политический, государственный и общественный деятель. Президент Республики Молдова (2016—2020). Председатель Партии социалистов Республики Молдова.
Депутат Парламента Республики Молдова VI—IX и XI созывов (2009—2016, 2021). В 2006—2009 годах возглавлял Министерство экономики и торговли Республики Молдова, а в 2008—2009 годах занимал должность первого вице-премьер-министра. В 2011—2016, с 30 декабря 2020 по 18 декабря 2021 года и с 23 марта 2024 года — председатель Партии социалистов Республики Молдова (ПСРМ) (почётный председатель с 18 декабря 2021 года по 23 марта 2024 года). С 24 сентября 2011 года по 30 сентября 2023 года был президентом Федерации шахмат Молдовы. Председатель общественной организации «Молдавско-Российский деловой союз» с 30 июня 2021 года.
В 2017—2018 годах Конституционный суд Республики Молдова несколько раз временно отстранял Игоря Додона от должности из-за отказа подписывать указы о назначении министров Правительства Республики Молдова и иные законы, принятые Парламентом Республики Молдова. Указы и законы подписывались лицом, которому временно переходили полномочия президента Республики Молдова — председателем Парламента Республики Молдова Андрианом Канду, после чего полномочия вновь возвращались Игорю Додону.

## Биография
Родился 18 февраля 1975 года в селе Садова Каларашского района Молдавской ССР.
Имеет три высших образования. Окончил экономический факультет Государственного аграрного университета, факультет менеджмента Молдавской академии экономических знаний, факультет экономического права Международного института менеджмента. Доктор экономических наук. С 24 сентября 2011 года — президент Федерации шахмат Республики Молдова.

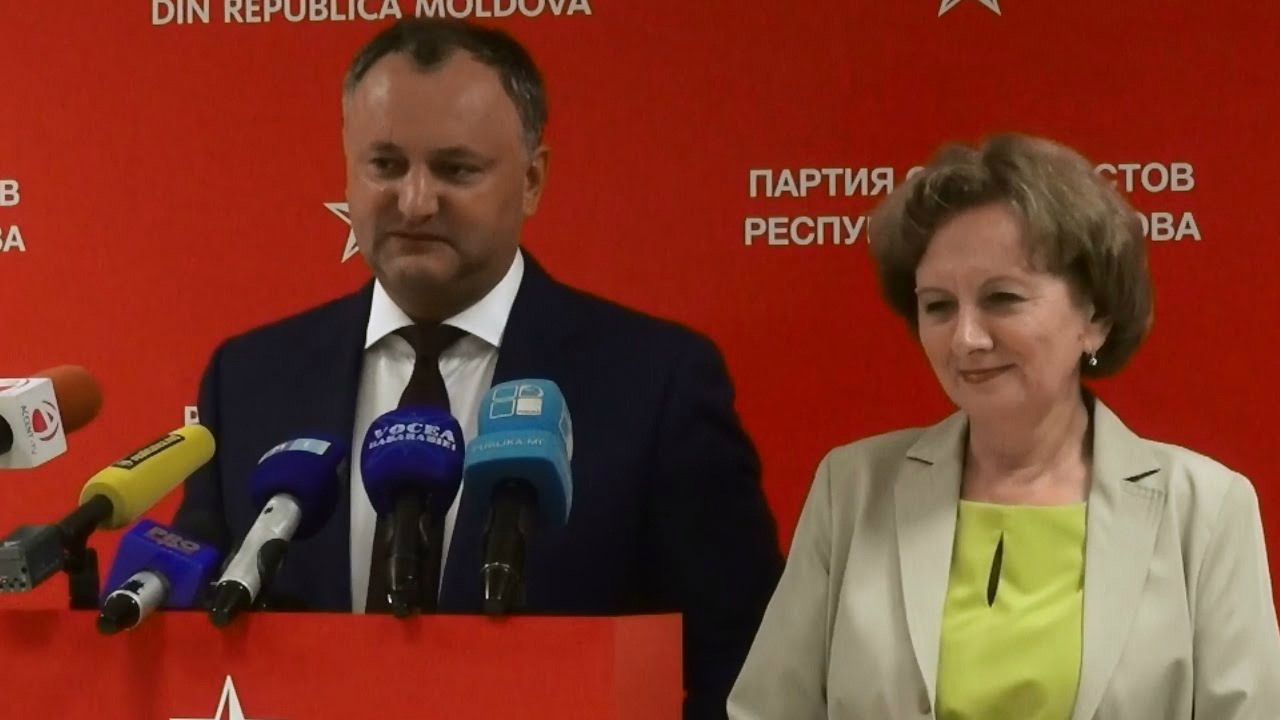
Лидеры Партии социалистов Республики Молдова Игорь Додон и Зинаида Гречаный. 2015 год

Свободно владеет русским языком.

### В Правительстве Республики Молдова
С мая 2005 по сентябрь 2006 года занимал должность заместителя министра экономики и торговли.
Указом президента Республики Молдова Владимира Воронина № 764 — IV от 18 сентября 2006 года назначен на должность министра экономики и торговли.
31 марта 2008 года указом президента Республики Молдова № 1592 — IV назначен на должность первого заместителя премьер-министра, министра экономики и торговли.

### В Парламенте Республики Молдова
В 2009 году избран депутатом от Партии коммунистов Республики Молдова (ПКРМ), как после выборов 5 апреля, так и после досрочных выборов 29 июля. На парламентских выборах 2010 года Игорь Додон вновь стал депутатом парламента по списку ПКРМ и членом парламентской комиссии по экономике, бюджету и финансам.
В июне 2011 года выдвинут кандидатом от Партии коммунистов Республики Молдова на выборах генерального (мэра) примара Кишинёва, по итогам которых набрал в 1 туре 48,07 % голосов, во 2 туре — 49,40 % голосов, проиграв Дорину Киртоакэ. 4 ноября 2011 года вместе с депутатами парламента Зинаидой Гречаной и Вероникой Абрамчук покинул фракцию Партии коммунистов Республики Молдова, а 23 ноября 2011 года присоединился к Партии социалистов Республики Молдова (ПСРМ).
18 декабря 2011 года на X съезде Партии социалистов Республики Молдова был избран председателем партии и пробыл им до победы на президентских выборах в 2016 году.
По результатам парламентских выборов 30 ноября 2014 года Партия социалистов Республики Молдова под руководством Игоря Додона набирает 20,51 % голосов и формирует самую многочисленную фракцию в парламенте XX созыва. Не поддержав программу правления проевропейских партий, Партия социалистов Республики Молдова перешла в оппозицию.
В ходе массовых антиправительственных демонстраций в Кишинёве в январе 2016 года Игорь Додон совместно с Андреем Нэстасе и Ренато Усатым координировал действия протестного движения и выступал в качестве одного из лидеров оппозиции на переговорах с представителями правящего большинства.

### Президент Республики Молдова
Осенью 2016 года выдвинут Партией социалистов Республики Молдова в качестве кандидата на президентских выборах 30 октября. Игорь Додон выступает за сохранение добрососедских отношений с Европейским союзом и возобновление стратегического партнёрства с Россией.
Вышел во второй тур выборов, набрав 47,98 % голосов. 13 ноября 2016 года победил во втором туре президентских выборов. Додон стал третьим всенародно избранным президентом Республики Молдова (после Мирчи Снегура и Петра Лучинского), набрав 52,27 % голосов. Инаугурация прошла 23 декабря 2016 года во Дворце республики в Кишинёве. На момент избрания являлся самым молодым руководителем со дня обретения независимости. 18 ноября 2016 года по закону покинул партию, уступив пост председателя Зинаиде Гречаной.
23 декабря 2016 года во Дворце Республики в Кишинёве прошла процедура инаугурации президента. 26 декабря 2016 года со здания администрации президента Республики Молдова был снят флаг Европейского союза, висевший рядом с молдавским флагом, а название государственного языка на официальном сайте президента Республики Молдова было изменено с румынского языка на молдавский, согласно статье 13, пункт 1 из Конституции РМ.

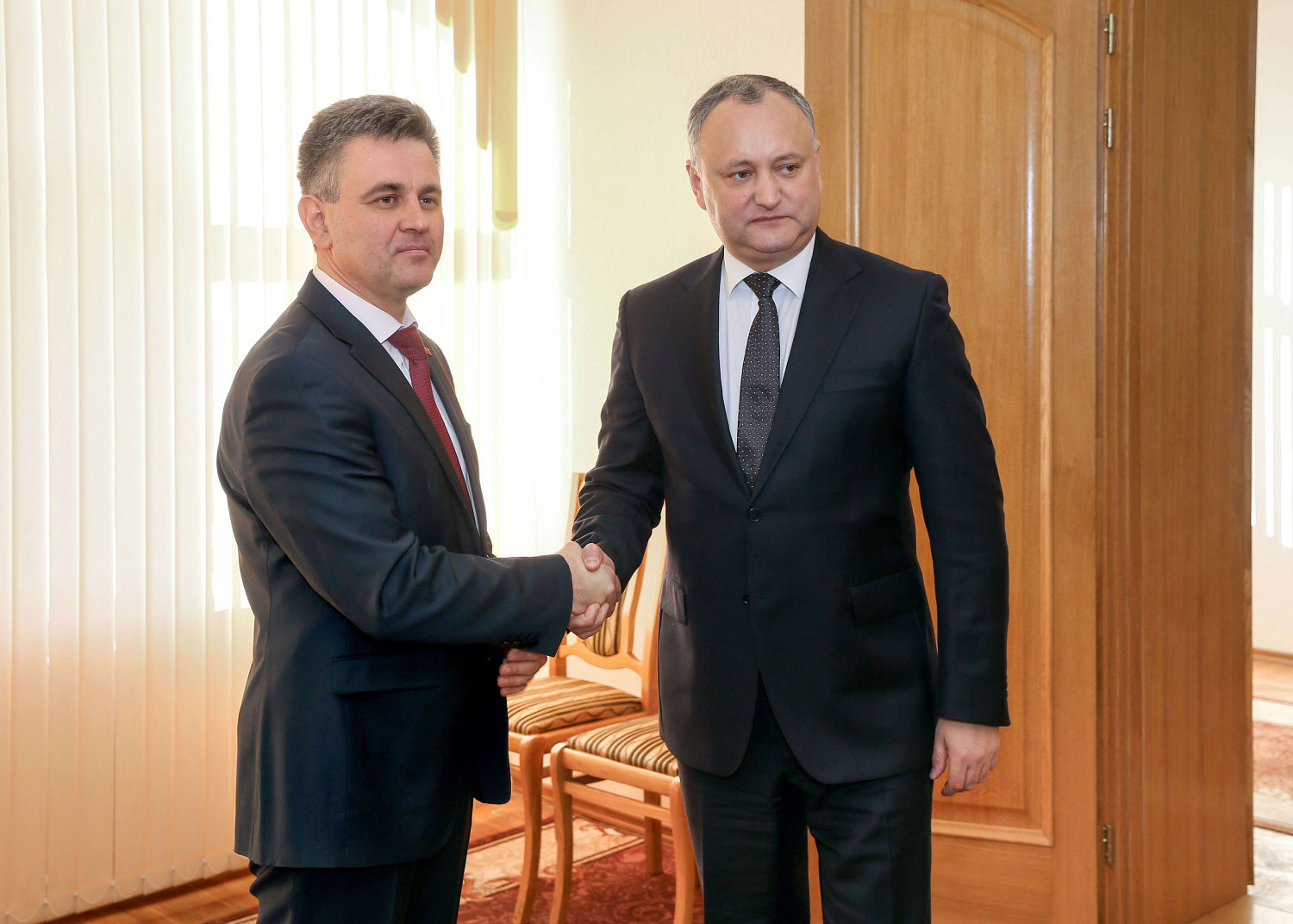
Вадим Красносельский и Игорь Додон,
4 января 2017 года

Является сторонником федерализации Республики Молдова и отмены соглашения об ассоциации с Европейским союзом. Сторонник внеблокового статуса Республики Молдова и её развития как нейтрального государства.
После избрания президентом в интервью изданию «Deutsche Welle» Игорь Додон заявил:

«Я считаю, что у нас много проблем, которые нужно решать вместе с Россией, это правда. Но при этом я не пророссийский, не прозападный, а промолдавский политик, сторонник нашей государственности. Я считаю, что самое главное — соблюдать интересы собственной страны. Моя „пророссийскость“ — клише, которое пытаются внедрить в сознание граждан мои политические оппоненты».
.

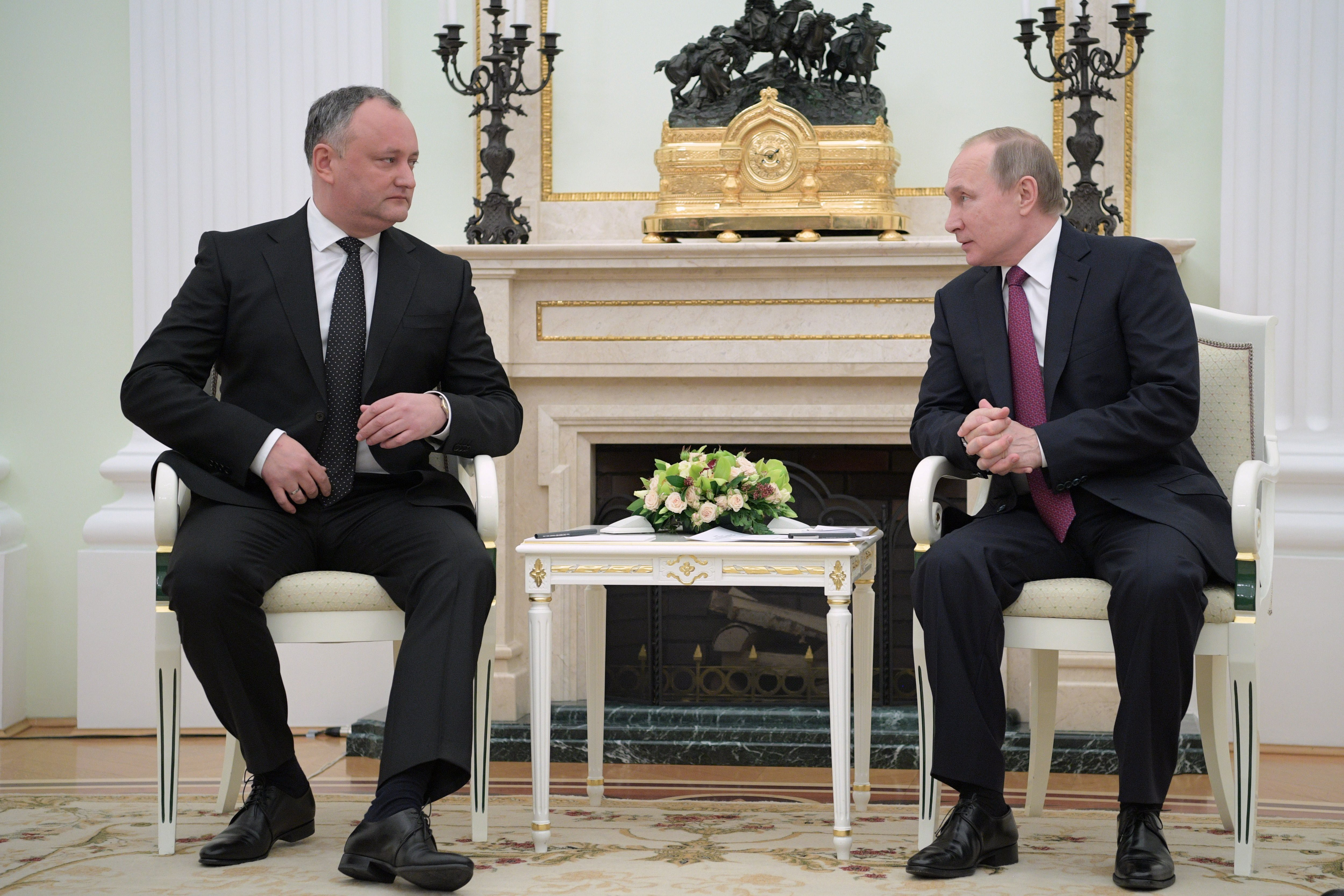
Встреча президента Республики Молдова
с президентом Российской Федерации Владимиром Путиным. Москва, Кремль, 17 января 2017 года

4 января 2017 года в городе Бендеры Игорь Додон встретился с президентом непризнанной Приднестровской Молдавской Республики Вадимом Красносельским. Эта встреча стала первой встречей лидеров Республики Молдова и Приднестровья за 8 лет.
16-18 января 2017 года Игорь Додон совершил в Москву первый официальный международный визит по приглашению президента России. Этот визит стал первым визитом Президента Республики Молдова в Россию за последние 9 лет. В ходе встречи с Путиным Додон заявил, что соглашение Республики Молдова об ассоциации с ЕС будет в ближайшее время аннулировано. Кроме того, президент Республики Молдова попросил Россию предоставить Республике Молдова статус наблюдателя в ЕАЭС. Также Додон заявил, что интеграция Республики Молдова в НАТО будет остановлена.
17—19 марта 2017 года он посетил Россию во второй раз. Визит не являлся ни официальным, ни государственным, однако на встрече с Владимиром Путиным обсуждались вопросы приднестровского урегулирования и амнистии для трудовых мигрантов из Республики Молдова.
28 марта 2017 года Додон подписал указ о назначении на 24 сентября того же года референдума, на который вынес четыре вопроса:
- Отмена закона о порядке возврата украденного миллиарда евро из банковской системы Республики Молдова;
- Наделение Президента Республики Молдова дополнительными полномочиями по роспуску парламента и назначению даты досрочных парламентских выборов;
- Сокращение числа депутатов Парламента Республики Молдова со 101 до 71;
- О преподавании в учебных заведениях страны предмета «История Республики Молдова» вместо «Истории румын».

Однако в июле 2017 года Конституционный суд Республики Молдова запретил проведение референдума о расширении полномочий Додона. По мнению Конституционного суда Республики Молдова, «глава государства не может менять Конституцию».

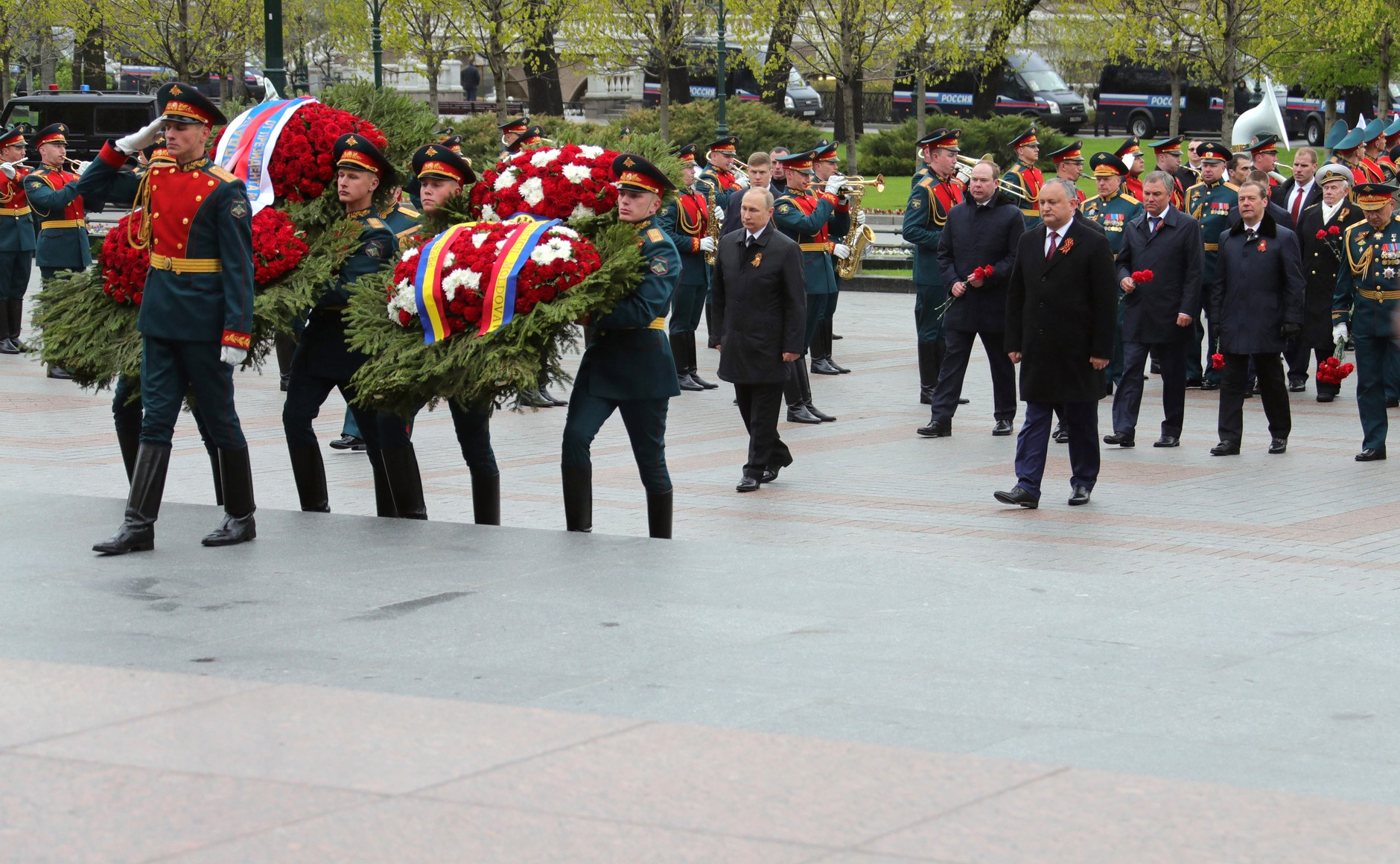
Президент Республики Молдова на возложении венков к Могиле Неизвестного Солдата в День Победы, 2017 год

3 апреля 2017 года Додон подписал меморандум о сотрудничестве Республики Молдова с ЕАЭС. Он надеется на то, что в мае-июне после подписания меморандума Республика Молдова может стать полноценным наблюдателем в ЕАЭС. Однако уже 14 апреля на саммите Евразийского экономического союза было принято решение о предоставлении Республике Молдова статуса наблюдателя в организации. 9 мая 2017 года Игорь Додон присутствовал на параде в честь Дня Победы 2017 года и побывал у Вечного огня. Своё решение поехать он объяснил так: «Я получил приглашение от президента России Владимира Путина посетить праздничные мероприятия на Красной площади. Почти 15 лет президенты Республики Молдова не приезжали в этот день в Москву, поэтому я решил поехать».
17 октября 2017 года Конституционный суд Республики Молдова временно отстранил от исполнения президентских обязанностей Додона из-за его отказа назначить министром обороны Евгения Стурзу, предложенного парламентом. Преемником Додона на срок необходимый для утверждения министра обороны 24 октября 2017 года стал председатель парламента Республики Молдова Андриан Канду.
2 января 2018 года полномочия Додона были снова временно остановлены по решению Конституционного суда Республики Молдова из-за того, что Додон дважды отклонил кандидатуры членов правительства, предложенные премьер-министром. Исполняющим обязанности вновь стал председатель парламента Республики Молдова Андриан Канду.
5 января 2018 года полномочия Додона были вновь временно приостановлены из-за того, что он дважды отказался подписать Закон о борьбе с иностранной пропагандой, принятый парламентом в конце 2017 года.
9 сентября 2018 года на трассе Кишинёв—Калараш две машины из кортежа Додона попали в ДТП. Додон был госпитализирован, хотя серьёзных телесных повреждений и не было.
24 сентября 2018 года полномочия Додона были снова временно остановлены по решению Конституционного суда Республики Молдова из-за того, что он дважды отклонил кандидатуры членов правительства, предложенные премьер-министром. Исполняющим обязанности президента вновь стал председатель парламента Республики Молдова Андриан Канду.
10 декабря 2018 года Додон был в пятый раз временно отстранён от должности после отказа подписать 4 закона.
9 июня 2019 года в очередной раз временно отстранён от исполнения обязанностей президента Конституционным судом Республики Молдова. Однако это постановление Конституционного суда Республики Молдова было проигнорировано как президентом Игорем Додоном, так и сформированным парламентским большинством, которые аргументировали свои действия отсутствием доверия к Конституционному суду Республики Молдова из-за обвинений в своей лояльности председателю Демократической партии Молдовы Владимиру Плахотняку. Возник политический кризис. 15 июня 2019 года Конституционный суд Республики Молдова провёл пересмотр своих решений, принятых с 7 по 9 июня 2019 года, и аннулировал их, в том числе решение об отстранении президента Игоря Додона от исполнения своих обязанностей.

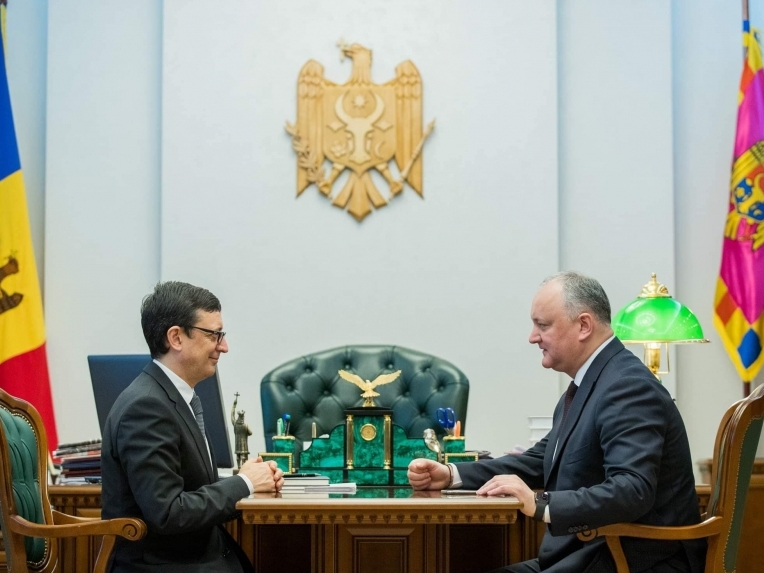
Додон с главой Национального банка Молдовы Октавианом Армашу, 19 февраля 2020 г.

Кандидат на пост президента Республики Молдова на выборах 2020 года. В первом туре, прошедшем 1 ноября не набрал необходимых для победы 50 % + 1 голос избирателей (занял 2 место с 32,61 % голосов, 1 место с 36,16 % голосов заняла Майя Санду). Второй тур между Додоном и Санду состоялся 15 ноября 2020 года: проиграл, заняв 2 место с 42,28 % голосов против 57,72 % у Санду.
В последние недели президентского срока подписал закон о функционировании языков на территории Республики Молдова, возвращающий русскому языку статус официального языка межнационального общения и гарантирующий право обращаться в органы власти, госучреждения, предприятия и организации на государственном или русском языке, обязывающий по запросу граждан предоставлять перевод документов на русский язык и другое (утверждён Парламентом 13 января 2021 года). 3 декабря был также принят закон, вводящий поправки в кодекс аудиовизуальных услуг и отменяющий запрет на трансляцию на территории Республики Молдова новостных и аналитических программ, выходящих на российских государственных каналах, введённый в 2017 году при поддержке правящей на тот момент Демократической партии Молдовы. Также в Парламенте было инициировано принятие закона, по которому из подчинения Президента Республики Молдова выводилась Служба информации и безопасности с переподчинением её Парламенту Республики Молдова. Были приняты и два из трёх так называемых «гагаузских» законов: первый проект закона вводит в систему административно-территориального деления Республики Молдова наряду с первым (населённые пункты) и вторым уровнями (районы и муниципии) особый уровень управления для АТО Гагаузия, а также даёт право гагаузским властям менять границы населённых пунктов и районов внутри автономии; второй проект закона вводит в закон о местном публичном управлении специальный статус для органов управления автономией; третий проект закона, запрещающий пересмотр специального статуса Гагаузии без одобрения изменений Народным Собранием Гагаузии, был исключён из повестки дня парламента по причине нехватки голосов для его принятия. В результате данных действий между Додоном и Санду началась «политическая война» за контроль над парламентом.
6 декабря 2020 года в центре Кишинёва был организован митинг в поддержку Санду, направленный против правительства и президента Додона. Митингующие выдвигали требования о отставке парламента и правительства, проведении досрочных парламентских выборов, отмене принятых и готовящихся к принятию законов и указов (закон о русском языке, телевидении, Службе информации и безопасности, об отмене продажи американскому посольству территории бывшего Республиканского стадиона для строительства нового здания дипмиссии США в Республике Молдова, и других). Выступая на митинге, Санду произнесла речь, в которой выразила недовольство нынешней социально-политической обстановкой в стране: 

«Дорогие сограждане, коррупция — это смертельная угроза для нас всех. Страна задыхается. Все те, кто зарабатывает на гражданах Молдовы, объединились. Мы хотим, чтобы Молдова уверенно шагнула в будущее, стала сильным государством, в котором воры получают по заслугам, а люди живут в мире и согласии».

### После президентства
Продолжает активную политическую и общественную деятельность, встречаясь с послами стран, аккредитованных в стране, совершая визиты и комментируя ситуацию в Молдове.
24—25 декабря 2020 совместно с рукодством ПСРМ, а также генеральным примаром Кишинёва Ионом Чебаном и башканом Гагаузии Ириной Влах совершил визит в Российскую Федерацию, в ходе которого провёл встречи и переговоры с представителями молдавской диаспоры в России, руководством Государственной думы, партий и заместителем руководителя администрации президента России Дмитрием Козаком:

«Выразил Дмитрию Козаку и в его лице руководству Российской Федерации искреннюю благодарность за поддержку Молдовы в борьбе с распространением коронавируса, за безвозмездную помощь нашим фермерам, пострадавшим от засухи, и молдавским экспортёрам в части предоставления в 2018—2020 годах режима беспошлинных поставок агропромышленной продукции на российский рынок».
Во время визита в Москву рассказал в интервью ТАСС о положении дел вокруг российских миротворцев в Приднестровье, ответив на вопрос, рассчитывает ли на пост премьера, и пояснил ситуацию с анаболиками, в результате которой был отозван из России, и позднее арестован молдавский посол Андрей Негуца. Так же заявил, что «под боком у России пытаются зажечь ещё один фитиль».
30 декабря 2020 года на XVI съезде партии был вновь избран председателем Партии социалистов Республики Молдова. Сразу же после съезда выступил с заявлением, в котором призвал президента Республики Молдова Майю Санду как можно скорее распустить парламент и провести досрочные парламентские выборы:

«Мы выступаем только за досрочные выборы. Поэтому призываем президента как можно скорее инициировать законные процедуры, которые мы запустили неделю назад, для роспуска парламента. Для всех очевидно, что в 2021 состоятся выборы в парламент, других вариантов на этом этапе нет».
В январе 2021 года снова подверг критике действующего президента Майю Санду, на этот раз выступая против досрочных выборов, за «фактический отказ выдвигать кандидатуру на пост премьер-министра» и рассказал о возможных сценариях развития политической ситуации в стране:

«Санду, тем самым провоцирует досрочные парламентские выборы и ввергает страну в политический, конституционный и правительственный кризис… Первый сценарий — президент и далее нарушает Конституцию и не выдвигает кандидатуру премьера. Второй — президент выдвигает кандидатуру, за неё голосуют, и у нас появляется постоянное правительство в стране. Третий — президент выдвигает кандидатуру, но за неё не голосуют, и наступает черёд досрочных выборов».
Додона поддержал депутат парламента и почётный председатель Демократической партии Молдовы Дмитрий Дьяков, также не поддерживающий идею о роспуске (или самороспуске парламента) сказавший, что «нет другого выхода, кроме как выдвинуть кандидата на пост премьер-министра… У нас есть Конституция, и уверен, что госпожа Санду не хочет её нарушать». Позицию экс-президента поддерживают и некоторые молдавские юристы, в том числе адвокат и бывший судья Ион Дрон, действующий министр юстиции Фадей Нагачевский и экс-министр юстиции и экс-председатель Конституционного суда Республики Молдова Александр Тэнасе прямо заявляющие, что в случае «серьёзного нарушения конституции страны — а именно невыдвижения кандидатуры на пост премьера — к президенту возможно применить юридические и политические санкции, а также административную или уголовную ответственность, что в совокупности открывает возможность объявления импичмента, согласно Постановлению Конституционного суда № 23 от 6 августа 2020».
После выдвижения кандидатуры на пост премьер-министра Натальи Гаврилицы, отказа депутатов партий «Действие и солидарность» и «Платформа Достоинство и правда» поддержать кандидатуру при голосовании, социалисты заявили, что «примут участие в парламентских слушаниях и дебатах над программой и составом нового правительства, чтобы показать народу качество и профессионализм нынешней/бывшей команды Майи Санду», а сама Санду попросила депутатов парламента отклонить предложенную ей кандидатуру премьер-министра, чтобы ускорить процесс его роспуска и проведения досрочных выборов. Также Додон не исключает выдвижения своей кандидатуры на пост премьера после досрочных парламентских выборов.
В январе 2021 года раскритиковал решение Конституционного суда Республики Молдова о признании ранее подписанного им закона «О функционировании языков на территории Республики Молдова», наделявший русский язык статусом языка межнационального общения, не соответствующим Конституции. Додон и депутаты возглавляемой им партии — Партии социалистов Республики Молдова — выступили с заявлением, в котором обвинили Санду в обмане русскоговорящих жителей страны. Социалисты заявили, что «Решение Конституционного суда политически мотивированно, а против статуса русского языка в Молдове выступают деятели, которые во время недавней избирательной кампании громче всех говорили о равноправии, взывали к русскоязычным гражданам и обещали быть „президентами для всех“». Позднее заявил, что социалисты к 1 февраля 2021 года (к моменту открытия весенней сессии парламента) разработают новый законопроект о функционировании языков в республике и представят его на первом же заседании парламента, а «русский язык будет в Молдове языком межнационального общения».
Комментируя ситуацию с обновлением и реорганизацией Высшего совета безопасности Республики Молдова, заявил следующее: «решение назначить в Высший Совет Безопасности Республики Молдова партийных представителей своей политической партии, не имеющих отношения к государственным исполнительным структурам», а также напомнил, что «порочная практика назначения партийных функционеров имела место в годы правления альянсов за европейскую интеграцию и Демократической партии Молдовы».

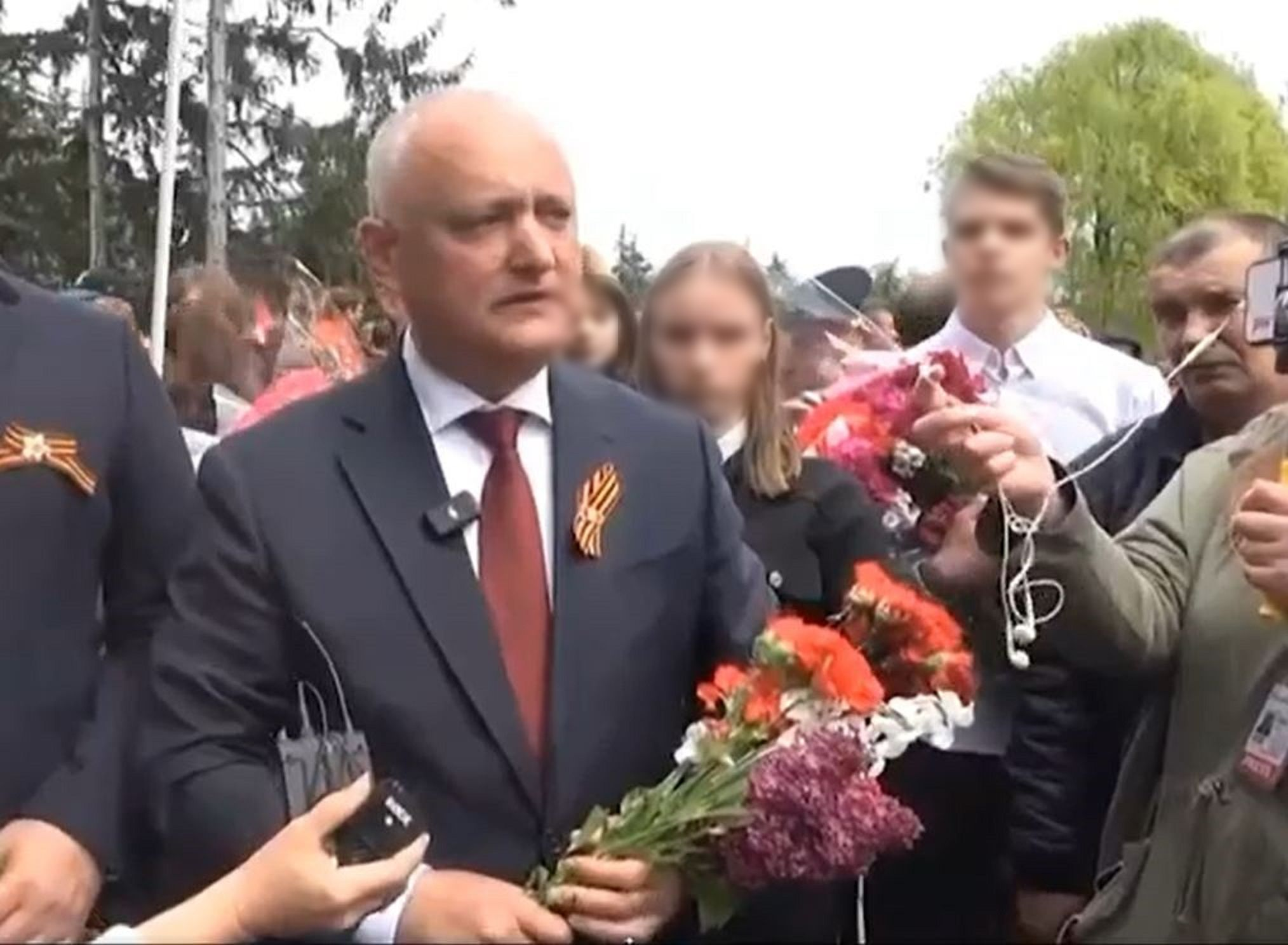
Игорь Додон на параде в честь Дня Победы 9 мая 2023 года.

24 мая 2022 года задержан на 72 часа в рамках уголовного дела, возбуждённого по четырём статьям Уголовного кодекса, в том числе, о государственной измене, о чём сообщила пресс-секретарь генеральной прокуратуры Марианна Кёрпек.

### В Парламенте Республики Молдова
11 июля 2021 года в Республике Молдова прошли досрочные выборы в Парламент XI созыва. 13 мая 2021 года, перед выборами, Партия социалистов Республики Молдова объединилась с Партией коммунистов Республики Молдова, возглавляемой экс-президентом Республики Молдова Владимиром Ворониным в Блок коммунистов и социалистов. По результатам выборов блок получил 32 голосов (22 социалисты и 10 коммунисты) и сформировал объединённую фракцию.

## Скандалы и уголовные дела

### Скандал во время политического кризиса 2019 года
7 июня 2019 года в штаб-квартире Демократической партии Молдовы, по словам Андриана Канду, президент Игорь Додон провёл переговоры с олигархом Владимиром Плахотнюком об условиях создания коалиции между ПСРМ и ДПМ. По его словам, социалисты просили о федерализации Республики Молдова и предоставлении специального статуса Приднестровскому региону, o запуске переговоров по торговой политике между Республикой Молдова, Европейским союзом и Российской Федерацией, изменении Конституции Республики Молдова и чтобы избрания президента Республики Молдова осуществлялось с помощью парламента.
8 июня 2019 года, перед заседанием парламента Республики Молдова, была создана временная коалиция АКУМ-ПСРМ, где Додон заявил, что на него оказывалось некоторое давление, чтобы он подал в отставку, угрожая ему появлением некоторых компрометирующих видео.
Позже, после заявлений заместителя главы ДПМ Андриана Канду, на Publika TV, одном из телевизионных постов, принадлежащих лидеру Демократической партии Молдовы, появились видеоролики, где Игорь Додон подтвердил Владимиру Плахотнюку, что ежемесячно получал деньги из Российской Федерации на содержание ПСРМ, а также говорил о представлении согласованного с Российской Федерацией плана федерализации Республики Молдова. Додон признал, что действительно состоялись переговоры по установлению большинства, в обсуждении которого принял участие молдавский бизнесмен Сергей Яралов. Что касается видео, которые появились в публичном пространстве, Додон заявил, что «все эти видео, а некоторые из них вырваны из контекста или были монтажами». Владимир Плахотнюк подтвердил тот факт, что вёл переговоры с Игорем Додоном в течение 3 месяцев: «Коалиция ДПМ+ПСРМ была почти создана, но провалилась, потому что я отказался подписывать за федерализацию страны».

### Скандал с «кульком»
В мае 2020 года депутат парламента Республики Молдова Юрий Реницэ продемонстрировал видеозапись, где Владимир Плахотнюк передаёт Игорю Додону некий чёрный пакет, предположительно с деньгами. Согласно видеозаписи этот момент имел место за несколько дней до смены власти, и что данная встреча была предпоследней. В молдавском обществе сформировалось мнение, что президент Республики Молдова взял у лидера Демократической партии Молдовы с репутацией олигарха тот чёрный кулёк с деньгами, приняв его в виде взятки.
Сам Игорь Додон, комментируя ту видеозапись, заявил, что он не брал кулёк и что он не знает, что было внутри того кулька. По мнению Додона кулёк являлся задуманной против него провокацией. В свою очередь Владимир Плахотнюк на данный момент никак не прокомментировал данную видеозапись.
Генеральная прокуратура Республики Молдова в лице его руководителя Александра Стояногло отказалась возбуждать уголовное дело, заявив, что не представляется возможным доказать наличие денежных средств в чёрном кульке.
Несмотря на отказ в возбуждении уголовного дела, в молдавском обществе сформировалось мнение, что чёрный кулёк стал символом молдавской коррупции.
В 2022 году в генпрокуроре подписали постановление о возобновлении уголовного дела по громкому скандалу о «кульке». Он отменил распоряжение отстраненного от должности генпрокурора Александра Стояногло, который в мае 2020 года отказал в возбуждении дела, сославшись на недостаток улик. 5 октября 2021 года самого Стояногло задержали по делу о коррупции. Игоря Додона подозревают по четырём уголовным статьям — госизмена, пассивная коррупция, финансирование партии со стороны криминальной организации и незаконное обогащение.

### Подозреваемый по делу о хищении 12 миллионов долларов
Бывший президент Республики Молдова Игорь Додон стал подозреваемым по уголовному делу о хищении 12 миллионов долларов. Об этом он сообщил после допроса в Генеральной прокуратуре Республики Молдова.
Дело, по которому Додон признан подозреваемым, касается закупок электроэнергии. По данным Генпрокуратуры, в начале 2008 года руководители государственной компании Energocom реализовали преступную схему. Путем необоснованного увеличения закупочной цены импортируемой электроэнергии им удалось присвоить государственные средства в размере 11,9 миллиона долларов. В сговоре участвовали сотрудники Министерства экономики и инфраструктуры Республики Молдова, а также Национального агентства по регулированию.

### Финансирование и влияние из Кремля
Washington Post изучило материалы украинской разведки и написало о тратах Кремля на пророссийских молдавских политиков и роли Игоря Чайки. Согласно документам, ежемесячная зарплата Додона составляла 29 тысяч долларов, плюс ежемесячная премия в размере 14,5 тысячи долларов. По условиям контракта, Додону надо было уточнять всё, что он говорил публично, со своим новым работодателем — Игорем Чайкой.
В администрации президента России есть т. н. «молдавский отдел», которым руководит полковник Службы внешней разведки Игорь Маслов. Его подчинённые готовят для российского руководства справки на молдавских политиков, общественных деятелей и неправительственные организации. За время своей многолетней политической карьеры Игорь Додон тесно сотрудничал с бывшими и действующими сотрудниками российской разведки, работающими на различных государственных должностях в руководстве Российской Федерации. Как выяснили журналисты RISE Moldova, у депутата, а затем президента Додона есть кураторы из т. н. «молдавского отдела» Кремля, с которыми он, как и некоторые другие политики Молдовы, держал связь через посредников и напрямую. Лидер социалистов нередко регулярно летал в Москву в период важных внутриполитических событий в Молдове. Только за 2016 год, до избрания в декабре президентом Республики Молдова, Игорь Додон побывал в Москве как минимум 10 раз. «Кремлинович» (производное от «Kremlinovici») — прозвища Додона. Так назывался аккаунт пользователя, с которого Додон общался в секретном чате мессенджера BBM. Его собеседниками были люди из сферы политики, бизнеса, госуправления, экспертного сообщества (НПО) и силового блока Молдовы.
Уйдя с должности президента Республики Молдова, с помощью прокремлевских сил Додон открыл в Молдове общественную организацию, которая называется «Молдавско-российский деловой союз». И деньги на работу этого Союза поступали в том числе и из РФ — за счет пожертвований российских бизнесменов.
В 2021 году была создана новая неправительственная организация «Молдавско-российский деловой союз» (МРДС), которую возглавил Игорь Додон. Он утвердил себе зарплату в десять раз превышающую его президентский оклад. Учредителем этой организации со стороны России является самая крупная российская ассоциация «Деловая Россия». За полгода союз получил $300 тысяч от «Деловой России». Журналисты RISE Moldova совместно с Центром «Досье» обнаружили шесть банковских платежей из России на счёт организации Додона почти на 5 млн леев (около $300 тыс.). Причём почти каждый транш сопровождается антизападными либо пророссийскими заявлениями экс-президента Молдовы и его соратников. Практически все антиправительственные митинги с требованиями отставки президента Республики Молдова Майи Санду тоже осуществлялись по прямой указке Кремля и за солидные гонорары. Так, например, 5 октября 2021 года Додон, будучи депутатом парламента Республики Молдова и председателем Партии социалистов Республики Молдова (ПСРМ) призвал главу представительства Евросоюза в Кишинёве и других иностранных дипломатов «не вмешиваться во внутренние дела государства». В тот же день на российский счет «Деловой России» поступил транш в 2,8 миллиона рублей от гражданина России Игоря Чайки. На сайте организации он представлен как бизнес-посол «Деловой России» в Молдове. Кроме того, Игорь Чайка — сын экс-генпрокурора России Юрия Чайки. Он включён в санкционный список Евросоюза за дестабилизацию ситуации в Молдове, также Игорю Чайке запрещён въезд в страну.
Как сообщает RISE, с начала войны в Украине ни Додон, ни его партнёры из «Деловой России» не высказались публично против действий Кремля. С начала вторжения МРДС направили ещё два перевода — в марте и апреле 2022 года.
На сайте организации Додон продолжает открыто поддерживать Путина, настойчиво призывать власти Молдовы к диалогу с Кремлём по вопросам торгового сотрудничества и цен на российский газ. И в ленте новостей МРДС появляются обвинения Украины в продовольственном кризисе.
В неправительственном секторе Додон окружил себя также людьми, работавшими с российскими политтехнологами, которых власти США включили в санкционный список за операции Кремля в Молдове и за попытки вмешательства в молдавские выборы.

## Семья
Жена (с 1999) — Галина Додон, с 2012 года работала финансовым директором компании Exclusive Media (принадлежит депутату-социалисту Корнелию Фуркулицэ), выпускающей местную версию газеты «Аргументы и факты». В семье трое детей: сыновья Влад, Богдан и Николай. В настоящее время Влад — студент Казанского федерального университета (Казань, Россия).
Родственник экс-министра обороны Республики Молдова Виктора Гайчука: нанаш (посажённый отец) на свадьбе Сергея — старшего сына Виктора Гайчука.
Брат Александр Додон — партнёр Игоря Чайки в фирме «Архплей Девелопмент».

## Награды
Награды Республики Молдова
- Орден «Трудовая слава» (25 марта 2008) — за плодотворный труд в центральных органах публичного управления, вклад в повышение эффективности их деятельности и высокий профессионализм[113]
- Орден «Gagauz Yeri» (25 декабря 2019, Гагаузия)[114]

Религиозные награды
- Кавалер ордена Святого Гроба Господнего Иерусалимского
- Медаль Святого великомученика Георгия Победоносца (21 ноября 2012, РПЦ)[115]
- Орден преподобного Сергия Радонежского II степени (2018, РПЦ) — за внимание к активной поддержке церковно-общественных инициатив Православной Церкви Молдовы[116][117]

Иностранные награды
- Медаль «75-летие Победы в Великой Отечественной войне» (8 декабря 2020, Беларусь)[118]

Общественные награды
- Премия имени Штефана чел Маре — за вклад в консолидацию единства христианско-православных народов (Международный фонд единства православных народов)